# A8 (Litouwen)
De A8 is een hoofdweg in Litouwen. De weg verbindt Panevėžys met Sitkūnai. De A8 vormt een deel van de verbinding tussen de Letse hoofdstad Riga en de Poolse hoofdstad Warschau en maakt deel uit van de Via Baltica.
A1 · A2 · A3 · A4 · A5 · A6 · A7 · A8 · A9 · A10 · A11 · A12 · A13 · A14 · A15 · A16 · A17 · A18 · A19